# Smolenka (rivière)
La Smolenka (russe : Смоленка) est une rivière mineure dans la ville de Saint-Pétersbourg, en Russie. Elle est l'un des bras de la rivière Neva formant son delta. 

## Géographie
Elle bifurque de la Petite Neva et s'écoule en traversant le cimetière orthodoxe de Smolensk dans le Golfe de Finlande, en séparant l'île des Décembristes de l'Île Vassilievski. Elle est longue de 3700 mètres. 
La rivière tire son nom du cimetière de Smolensk. Il y a quatre ponts sur la Smolenka :
- Pont de l'Oural
- Pont Smolensky
- Pont Nalichny
- Pont des Constructeurs